# Linan
Linan – rodzaj chrząszczy z rodziny kusakowatych i podrodziny marników. 

## Morfologia i rozprzestrzenienie
Chrząszcze te osiągają między 2 a 4 mm długości ciała. Ubarwione są w odcieniach brązu; najczęściej rudobrązowo z żółtobrązowymi głaszczkami i stopami. Głowa jest prawie trójkątna w zarysie, całkiem pozbawiona dołków na czole i ciemieniu lub dołki te są słabo wykształcone, niewyraźnie widoczne. Powierzchnię głowy i przedplecza charakteryzuje grube punktowanie. Czułki są wydłużone i owłosione, jedenastoczłonowe z trzema ostatnimi członami formującymi buławkę. Trzonki czułków są grubo punktowane i tak długie jak człony od drugiego do piątego razem wzięte. Głaszczki szczękowe mają człony od drugiego do czwartego bocznie rozszerzone lub guzkowane. Przedplecze jest pozbawione zarówno podłużnej bruzdy pośrodkowej, jak i poprzecznej bruzdy antebazalnej. Na powierzchni szerszych niż długich i długo owłosionych pokryw znajdują się dwie pary dołków przypodstawowych. Zapiersie (metawentryt) wyposażone jest w dołek środkowy, który porośnięty jest szczecinkami. Odnóża są długie i smukłe oraz mają człony stóp pozbawione modyfikacji, w szczególności drugi człon jest smukły, pozbawiony szerokich płatów. Genitalia samca mają parzyste paramery, duży płat środkowy edeagusa i różne skleryty w endofallusie.
Owady te zamieszkują krainę orientalną. Jeden gatunek znany jest z północnej części Tajlandii, natomiast wszystkie pozostałe występują endemicznie w Chinach.

## Taksonomia
Takson ten wprowadzony został w 2002 roku przez Petera Hlaváča, który jego gatunkiem typowym wyznaczył Lasinus chinensis, opisanego w 1964 roku przez Ivana Löbla. W obrębie podplemienia Tyrina tworzy większy kompleks rodzajów wraz z pokrewnymi Dayao, Indophodes, Labomimus, Lasinus, Nomuraius, Paralasinus, Pselaphodes i Taiwanophodes.
Do rodzaju tego zalicza się 17 opisanych gatunków:

- Linan arcitibialis Zhang, Li et Yin, 2018
- Linan cardialis Hlaváč, 2002
- Linan chinensis (Löbl, 1964)
- Linan denticulatus Zhang, Li et Yin, 2018
- Linan divaricatus Zhang, Li et Yin, 2018
- Linan geneolatus Zhang, Li et Yin, 2018
- Linan hainanicus Hlaváč, 2002
- Linan huapingensis Yin et Li, 2013
- Linan hujiayaoi Yin et Li, 2013
- Linan fortunatus Yin et Li, 2013
- Linan inornatus Yin et Li, 2011
- Linan mangshanus Zhang, Li et Yin, 2018
- Linan megalobus Yin et Li, 2011
- Linan mulunensis Zhang, Li et Yin, 2018
- Linan qiniangmontis Zhao, Xu et Yin, 2019
- Linan tendothorax Yin et Li, 2012
- Linan uenoi Yin et Nomura, 2013